# 北斗追分インターチェンジ

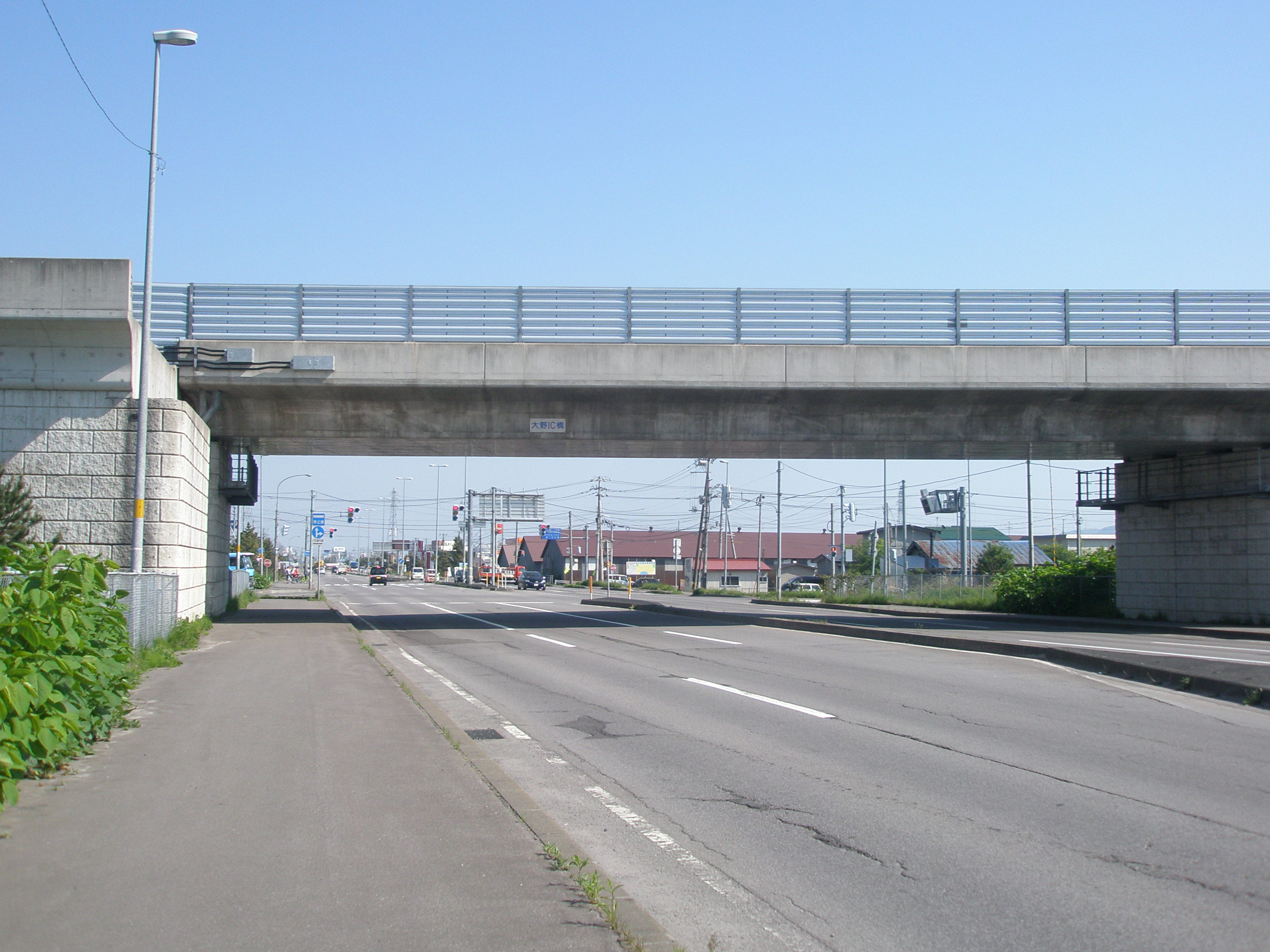
北斗追分インターチェンジ・大野IC橋（国道227号・終点（江差）側から、2019年5月撮影）旧IC名の名残となっている

北斗追分インターチェンジ（ほくとおいわけインターチェンジ）は、北海道北斗市追分にある函館江差自動車道（函館茂辺地道路）のインターチェンジ。2009年（平成21年）10月1日に大野インターチェンジ（おおのインターチェンジ）から改称された。
函館フェリーターミナルへの最寄ICであるほか、国道227号経由で北海道新幹線新函館北斗駅へのアクセスも可能である。

## 歴史
- 2003年（平成15年）3月24日：函館江差自動車道初の区間として函館IC - 上磯IC（現・北斗中央IC）間（函館茂辺地道路）の開通に伴い大野ICの名称で供用開始[2]。
- 2009年（平成21年）10月1日：ICの名称を北斗追分ICに変更[1]。

## 周辺
- 北斗市
  - 追分地区農工団地・テクノポリス函館上磯工業団地[3]
  - コスモ石油函館物流基地
  - 七重浜駅（道南いさりび鉄道線）
  - 北海道函館水産高等学校
  - 七重浜海水浴場
  - 出光興産函館油槽所

- 函館市
  - Aiba函館港町（J-PLACE函館港町）
  - 津軽海峡フェリー函館フェリーターミナル
  - 北海道大学水産学部
  - 函館港港町ふ頭港湾関連用地[4]

## 道路

### 本線
- E59 函館江差自動車道（函館茂辺地道路・2番）

### 接続する道路
- 直接接続
  - 北海道道1164号北斗追分インター線
- 間接接続
  - 国道227号

## 隣
E59 函館江差自動車道（函館茂辺地道路）
(1) 函館IC/JCT - (2) 北斗追分IC - (3) 北斗中央IC